# Adrian Tittel
Adrian Tittel (ur. 21 lutego 2004) – niemiecki skoczek narciarski, reprezentant klubu SG Nickelhütte Aue. Medalista mistrzostw świata juniorów (2024), zimowego olimpijskiego festiwalu młodzieży Europy (2022) oraz mistrzostw kraju.

## Przebieg kariery
W lutym 2019 zadebiutował w Alpen Cupie, zajmując 19. miejsce w Kanderstegu. Trzy lata później zadebiutował w FIS Cupie, zajmując 12. lokatę w Oberhofie. Wystartował na Zimowym Olimpijskim Festiwalu Młodzieży Europy 2022, na którym zajął 5. miejsce indywidualnie, 4. w mikście, a w konkursie drużynowym mężczyzn zdobył brązowy medal. We wrześniu 2022 zadebiutował w Letnim Pucharze Kontynentalnym, zajmując dwukrotnie 46. lokatę w Klingenthal.
27 sierpnia 2023 zajął 3. miejsce w konkursie FIS Cupu w Szczyrku. We wrześniu 2023 w Libercu dwukrotnie wygrał zawody cyklu Alpen Cup. W tym samym miesiącu zdobył pierwsze w karierze punkty Letniego Pucharu Kontynentalnego, plasując się na 16. i 12. pozycji zawodów w Stams. W styczniu 2024 w zawodach FIS Cupu w Falun zajął 2. i 3. miejsce. W lutym wystartował na Mistrzostwach Świata Juniorów 2024 w Planicy, na których zdobył trzy medale –  brązowy indywidualnie, srebrny w rywalizacji drużynowej mężczyzn oraz brązowy w konkursie drużyn mieszanych. W Pucharze Kontynentalnym w sezonie 2023/2024 najwyżej sklasyfikowany był na 6. lokacie.
28 września 2024 w swoim pierwszym starcie w Letnim Grand Prix zdobył punkty, zajmując 25. pozycję w Hinzenbach. 23 listopada 2024 zadebiutował w Pucharze Świata. W zawodach w Lillehammer zajął 28. miejsce, również w tym cyklu zdobywając punkty w pierwszym występie. W dalszej części sezonu jeszcze 13 razy wystartował w zawodach głównych Pucharu Świata, a w najlepszej trzydziestce znalazł się dwukrotnie – 30 listopada był 24. w Ruce, a 14 grudnia zajął 30. lokatę w Titisee-Neustadt. W Pucharze Kontynentalnym 2024/2025 najwyżej klasyfikowany był na 6. miejscu.
Stawał na podium mistrzostw Niemiec w rywalizacji drużynowej. Reprezentując zespół z Saksonii zdobył brązowy medal w 2023 i 2024.

## Mistrzostwa świata juniorów

### Indywidualnie
| 2024 Planica | – | brązowy medal |

### Drużynowo
| 2024 Planica | – | srebrny medal, brązowy medal (drużyna mieszana) |

### Starty A. Tittela na mistrzostwach świata juniorów – szczegółowo
| Miejsce | Dzień     | Rok  | Miejscowość | Skocznia           | Punkt K | HS     | Konkurs      | Skok 1 | Skok 2  | Nota                  | Strata   | Zwycięzca        |
| ------- | --------- | ---- | ----------- | ------------------ | ------- | ------ | ------------ | ------ | ------- | --------------------- | -------- | ---------------- |
| 3.      | 8 lutego  | 2024 | Planica     | Srednja skakalnica | K-95    | HS-102 | indywid.     | 98,5 m | 101,0 m | 259,3 pkt             | 7,4 pkt  | Stephan Embacher |
| 2.      | 10 lutego | 2024 | Planica     | Srednja skakalnica | K-95    | HS-102 | druż.        | 97,5 m | 98,5 m  | 923,6 pkt (246,0 pkt) | 10,7 pkt | Austria          |
| 3.      | 11 lutego | 2024 | Planica     | Srednja skakalnica | K-95    | HS-102 | druż. miesz. | 96,0 m | 96,5 m  | 910,5 pkt (252,5 pkt) | 19,7 pkt | Austria          |

## Zimowy olimpijski festiwal młodzieży Europy

### Indywidualnie
| 2022 Vuokatti/Lahti | – | 5. miejsce |

### Drużynowo
| 2022 Vuokatti/Lahti | – | brązowy medal, 4. miejsce (drużyna mieszana) |

### Starty A. Tittela na zimowym olimpijskim festiwalu młodzieży Europy – szczegółowo
| Miejsce | Dzień    | Rok  | Miejscowość | Skocznia     | Punkt K | HS     | Konkurs      | Skok 1 | Skok 2 | Nota                  | Strata   | Zwycięzca      |
| ------- | -------- | ---- | ----------- | ------------ | ------- | ------ | ------------ | ------ | ------ | --------------------- | -------- | -------------- |
| 5.      | 23 marca | 2022 | Lahti       | Salpausselkä | K-95    | HS-100 | indywid.     | 92,0 m | 90,5 m | 231,5 pkt             | 19,0 pkt | Jonas Schuster |
| 3.      | 24 marca | 2022 | Lahti       | Salpausselkä | K-95    | HS-100 | druż.        | 92,5 m | 90,5 m | 911,5 pkt (233,0 pkt) | 8,5 pkt  | Austria        |
| 4.      | 25 marca | 2022 | Lahti       | Salpausselkä | K-95    | HS-100 | druż. miesz. | 90,0 m | 94,0 m | 848,5 pkt (236,5 pkt) | 64,5 pkt | Słowenia       |

## Puchar Świata

### Miejsca w klasyfikacji generalnej
| Sezon     | Miejsce |
| --------- | ------- |
| 2024/2025 | 56.     |

### Miejsca w poszczególnych konkursach indywidualnychPucharu Świata
stan po zakończeniu sezonu 2024/2025
| Źródło | Źródło            | Źródło     | Źródło     | Źródło      | Źródło      | Źródło                 | Źródło                 | Źródło          | Źródło          | Źródło           | Źródło                       | Źródło          | Źródło              | Źródło         | Źródło           | Źródło           | Źródło          | Źródło          | Źródło            | Źródło            | Źródło        | Źródło        | Źródło     | Źródło          | Źródło          | Źródło      | Źródło        | Źródło        | Źródło | Źródło | Źródło | Źródło | Źródło | Źródło | Źródło | Źródło | Źródło | Źródło | Źródło | Źródło | Źródło | Źródło | Źródło | Źródło | Źródło | Źródło | Źródło | Źródło | Źródło |
| --- | ----------------- | ---------- | ---------- | ----------- | ----------- | ---------------------- | ---------------------- | --------------- | --------------- | ---------------- | ---------------------------- | --------------- | ------------------- | -------------- | ---------------- | ---------------- | --------------- | --------------- | ----------------- | ----------------- | ------------- | ------------- | ---------- | --------------- | --------------- | ----------- | ------------- | ------------- | ------ | ------ | ------ | ------ | ------ | ------ | ------ | ------ | ------ | ------ | ------ | ------ | ------ | ------ | ------ | ------ | ------ | ------ | ------ | ------ | ------ |
| Sezon 2024/2025 |                   |            |            |             |             |                        |                        |                 |                 |                  |                              |                 |                     |                |                  |                  |                 |                 |                   |                   |               |               |            |                 |                 |             |               |               |        |        |        |        |        |        |        |        |        |        |        |        |        |        |        |        |        |        |        |        |        |
| Lillehammer HS140 | Lillehammer HS140 | Ruka HS142 | Ruka HS142 | Wisła HS134 | Wisła HS134 | Titisee-Neustadt HS142 | Titisee-Neustadt HS142 | Engelberg HS140 | Engelberg HS140 | Oberstdorf HS137 | Garmisch-Partenkirchen HS142 | Innsbruck HS128 | Bischofshofen HS142 | Zakopane HS140 | Oberstdorf HS235 | Oberstdorf HS235 | Willingen HS147 | Willingen HS147 | Lake Placid HS128 | Lake Placid HS128 | Sapporo HS137 | Sapporo HS137 | Oslo HS134 | Vikersund HS240 | Vikersund HS240 | Lahti HS130 | Planica HS240 | Planica HS240 | punkty | punkty | punkty | punkty | punkty | punkty |        |        |        |        |        |        |        |        |        |        |        |        |        |        |        |
| 28 | q                 | 24         | 33         | q           | 40          | 30                     | 36                     | 49              | 41              | 44               | q                            | 45              | 33                  | q              | q                | q                | q               | 45              | -                 | -                 | 37            | 44            | -          | -               | -               | -           | -             | -             | 11     | 11     | 11     | 11     | 11     | 11     |        |        |        |        |        |        |        |        |        |        |        |        |        |        |        |
| Legenda |                   |            |            |             |             |                        |                        |                 |                 |                  |                              |                 |                     |                |                  |                  |                 |                 |                   |                   |               |               |            |                 |                 |             |               |               |        |        |        |        |        |        |        |        |        |        |        |        |        |        |        |        |        |        |        |        |        |
| 1 2 3 4-10 11-30 poniżej 30 dq – dyskwalifikacja q – dyskwalifikacja w kwalifikacjach q – zawodnik nie zakwalifikował się - – zawodnik nie wystartował |                   |            |            |             |             |                        |                        |                 |                 |                  |                              |                 |                     |                |                  |                  |                 |                 |                   |                   |               |               |            |                 |                 |             |               |               |        |        |        |        |        |        |        |        |        |        |        |        |        |        |        |        |        |        |        |        |        |

### Turniej Czterech Skoczni

#### Miejsca w klasyfikacji generalnej
| Sezon     | Miejsce |
| --------- | ------- |
| 2024/2025 | 46.     |

## Letnie Grand Prix

### Miejsca w klasyfikacji generalnej
| Sezon | Miejsce |
| ----- | ------- |
| 2024  | 80.     |

### Miejsca w poszczególnych konkursach indywidualnychLGP
stan po zakończeniu LGP 2024
| 2024 |                  |             |             |             |             |                 |                 |                   |        |        |        |        |        |        |        |        |        |
| Courchevel HS132 | Courchevel HS132 | Wisła HS134 | Wisła HS134 | Râșnov HS97 | Râșnov HS97 | Hinzenbach HS90 | Hinzenbach HS90 | Klingenthal HS140 | punkty | punkty | punkty | punkty | punkty | punkty | punkty | punkty | punkty |
| - | -                | -           | -           | -           | -           | 25              | 32              | 37                | 6      | 6      | 6      | 6      | 6      | 6      | 6      | 6      | 6      |
| Legenda |                  |             |             |             |             |                 |                 |                   |        |        |        |        |        |        |        |        |        |
| 1 2 3 4-10 11-30 poniżej 30 dq – dyskwalifikacja q – dyskwalifikacja w kwalifikacjach q – zawodnik nie zakwalifikował się - – zawodnik nie wystartował |                  |             |             |             |             |                 |                 |                   |        |        |        |        |        |        |        |        |        |

## Puchar Kontynentalny

### Miejsca w klasyfikacji generalnej
| Sezon     | Miejsce |
| --------- | ------- |
| 2023/2024 | 23.     |
| 2024/2025 | 31.     |

### Miejsca w poszczególnych konkursachPucharu Kontynentalnego
stan po zakończeniu sezonu 2024/2025
| Sezon 2023/2024                                                               |                   |            |            |                 |                 |                              |                              |                 |                 |               |                   |                   |                 |                 |                     |                     |                     |                     |                     |                     |                |                |             |             |                |                |        |        |        |        |        |        |        |        |        |        |        |        |        |        |        |        |        |        |        |        |        |        |        |        |        |        |        |        |        |        |        |        |        |        |        |        |
| Lillehammer HS140                                                             | Lillehammer HS140 | Ruka HS142 | Ruka HS142 | Engelberg HS140 | Engelberg HS140 | Garmisch-Partenkirchen HS142 | Garmisch-Partenkirchen HS142 | Innsbruck HS128 | Innsbruck HS128 | Sapporo HS137 | Sapporo HS137     | Sapporo HS137     | Willingen HS147 | Willingen HS147 | Lillehammer HS140   | Lillehammer HS140   | Brotterode HS117    | Brotterode HS117    | Iron Mountain HS133 | Iron Mountain HS133 | Planica HS138  | Planica HS138  | Lahti HS130 | Lahti HS130 | Zakopane HS140 | Zakopane HS140 | punkty | punkty | punkty | punkty | punkty | punkty | punkty | punkty | punkty | punkty | punkty | punkty | punkty | punkty | punkty | punkty | punkty | punkty | punkty |        |        |        |        |        |        |        |        |        |        |        |        |        |        |        |        |        |
| -                                                                             | -                 | -          | -          | -               | -               | -                            | -                            | 14              | 14              | -             | -                 | -                 | -               | -               | -                   | -                   | 6                   | 7                   | 7                   | 13                  | 21             | 7              | 22          | 20          | 33             | 14             | 252    | 252    | 252    | 252    | 252    | 252    | 252    | 252    | 252    | 252    | 252    | 252    | 252    | 252    | 252    | 252    | 252    | 252    | 252    |        |        |        |        |        |        |        |        |        |        |        |        |        |        |        |        |        |
| Sezon 2024/2025                                                               |                   |            |            |                 |                 |                              |                              |                 |                 |               |                   |                   |                 |                 |                     |                     |                     |                     |                     |                     |                |                |             |             |                |                |        |        |        |        |        |        |        |        |        |        |        |        |        |        |        |        |        |        |        |        |        |        |        |        |        |        |        |        |        |        |        |        |        |        |        |        |
| Zhangjiakou HS106                                                             | Zhangjiakou HS106 | Ruka HS142 | Ruka HS142 | Engelberg HS140 | Engelberg HS140 | Bischofshofen HS142          | Bischofshofen HS142          | Sapporo HS137   | Sapporo HS137   | Sapporo HS137 | Lillehammer HS140 | Lillehammer HS140 | Kranj HS109     | Kranj HS109     | Iron Mountain HS133 | Iron Mountain HS133 | Iron Mountain HS133 | Iron Mountain HS133 | Lahti HS130         | Lahti HS130         | Zakopane HS140 | Zakopane HS140 | punkty      | punkty      | punkty         | punkty         | punkty | punkty | punkty | punkty | punkty | punkty | punkty | punkty | punkty | punkty | punkty | punkty | punkty | punkty | punkty | punkty | punkty | punkty | punkty | punkty | punkty | punkty | punkty | punkty | punkty | punkty | punkty | punkty | punkty | punkty | punkty | punkty | punkty | punkty | punkty | punkty |
| -                                                                             | -                 | -          | -          | -               | -               | -                            | -                            | -               | -               | -             | -                 | -                 | 14              | 6               | 15                  | 15                  | 18                  | 31                  | 15                  | 12                  | 21             | 23             | 159         | 159         | 159            | 159            | 159    | 159    | 159    | 159    | 159    | 159    | 159    | 159    | 159    | 159    | 159    | 159    | 159    | 159    | 159    | 159    | 159    | 159    | 159    | 159    | 159    | 159    | 159    | 159    | 159    | 159    | 159    | 159    | 159    | 159    | 159    | 159    | 159    | 159    | 159    | 159    |
| Legenda                                                                       |                   |            |            |                 |                 |                              |                              |                 |                 |               |                   |                   |                 |                 |                     |                     |                     |                     |                     |                     |                |                |             |             |                |                |        |        |        |        |        |        |        |        |        |        |        |        |        |        |        |        |        |        |        |        |        |        |        |        |        |        |        |        |        |        |        |        |        |        |        |        |
| 1 2 3 4-10 11-30 poniżej 30 dq – dyskwalifikacja - – zawodnik nie wystartował |                   |            |            |                 |                 |                              |                              |                 |                 |               |                   |                   |                 |                 |                     |                     |                     |                     |                     |                     |                |                |             |             |                |                |        |        |        |        |        |        |        |        |        |        |        |        |        |        |        |        |        |        |        |        |        |        |        |        |        |        |        |        |        |        |        |        |        |        |        |        |

## Letni Puchar Kontynentalny

### Miejsca w klasyfikacji generalnej
| Sezon | Miejsce |
| ----- | ------- |
| 2023  | 27.     |
| 2024  | 32.     |

### Miejsca w poszczególnych konkursachLetniego Pucharu Kontynentalnego
stan po zakończeniu LPK 2024
| Źródło                                                                        | Źródło             | Źródło          | Źródło          | Źródło            | Źródło            | Źródło            | Źródło            | Źródło            | Źródło | Źródło | Źródło | Źródło | Źródło | Źródło | Źródło | Źródło | Źródło | Źródło | Źródło | Źródło | Źródło | Źródło | Źródło | Źródło | Źródło | Źródło |
| ----------------------------------------------------------------------------- | ------------------ | --------------- | --------------- | ----------------- | ----------------- | ----------------- | ----------------- | ----------------- | ------ | ------ | ------ | ------ | ------ | ------ | ------ | ------ | ------ | ------ | ------ | ------ | ------ | ------ | ------ | ------ | ------ | ------ |
| 2022                                                                          |                    |                 |                 |                   |                   |                   |                   |                   |        |        |        |        |        |        |        |        |        |        |        |        |        |        |        |        |        |        |
| Lillehammer HS140                                                             | Lillehammer HS140  | Stams HS115     | Stams HS115     | Klingenthal HS140 | Klingenthal HS140 | Lake Placid HS100 | Lake Placid HS128 | Lake Placid HS128 | punkty |        |        |        |        |        |        |        |        |        |        |        |        |        |        |        |        |        |
| -                                                                             | -                  | -               | -               | 46                | 46                | -                 | -                 | -                 | 0      |        |        |        |        |        |        |        |        |        |        |        |        |        |        |        |        |        |
| 2023                                                                          |                    |                 |                 |                   |                   |                   |                   |                   |        |        |        |        |        |        |        |        |        |        |        |        |        |        |        |        |        |        |
| Oslo HS106                                                                    | Oslo HS106         | Stams HS115     | Stams HS115     | Klingenthal HS140 | Klingenthal HS140 | Lake Placid HS128 | Lake Placid HS128 | Lake Placid HS128 | punkty | punkty | punkty | punkty | punkty | punkty | punkty | punkty | punkty |        |        |        |        |        |        |        |        |        |
| -                                                                             | -                  | 16              | 12              | 23                | 23                | -                 | -                 | -                 | 53     | 53     | 53     | 53     | 53     | 53     | 53     | 53     | 53     |        |        |        |        |        |        |        |        |        |
| 2024                                                                          |                    |                 |                 |                   |                   |                   |                   |                   |        |        |        |        |        |        |        |        |        |        |        |        |        |        |        |        |        |        |
| Hinterzarten HS109                                                            | Hinterzarten HS109 | Trondheim HS138 | Trondheim HS138 | Stams HS115       | Stams HS115       | Klingenthal HS140 | Klingenthal HS140 | punkty            | punkty | punkty | punkty | punkty | punkty | punkty | punkty | punkty |        |        |        |        |        |        |        |        |        |        |
| 15                                                                            | 15                 | 22              | dq              | -                 | -                 | -                 | -                 | 41                | 41     | 41     | 41     | 41     | 41     | 41     | 41     | 41     |        |        |        |        |        |        |        |        |        |        |
| Legenda                                                                       |                    |                 |                 |                   |                   |                   |                   |                   |        |        |        |        |        |        |        |        |        |        |        |        |        |        |        |        |        |        |
| 1 2 3 4-10 11-30 poniżej 30 dq – dyskwalifikacja - − zawodnik nie wystartował |                    |                 |                 |                   |                   |                   |                   |                   |        |        |        |        |        |        |        |        |        |        |        |        |        |        |        |        |        |        |

## FIS Cup

### Miejsca w klasyfikacji generalnej
| Sezon     | Miejsce |
| --------- | ------- |
| 2021/2022 | 76.     |
| 2022/2023 | 88.     |
| 2023/2024 | 15.     |

### Miejsca na podium w konkursach indywidualnych FIS Cupu chronologicznie
| Lp. | Dzień       | Rok  | Miejscowość | Skocznia | Punkt K | HS     | Skok 1  | Skok 2  | Nota      | Lok. | Strata  | Zwycięzca          |
| --- | ----------- | ---- | ----------- | -------- | ------- | ------ | ------- | ------- | --------- | ---- | ------- | ------------------ |
| 1.  | 27 sierpnia | 2023 | Szczyrk     | Skalite  | K-95    | HS-104 | 102,5 m | 101,5 m | 247,5 pkt | 3.   | 9,2 pkt | Klemens Murańka    |
| 2.  | 6 stycznia  | 2024 | Falun       | Lugnet   | K-90    | HS-100 | 99,5 m  | 97,5 m  | 262,1 pkt | 2.   | 7,0 pkt | Ulrich Wohlgenannt |
| 3.  | 7 stycznia  | 2024 | Falun       | Lugnet   | K-90    | HS-100 | 97,0 m  | 97,5 m  | 256,8 pkt | 3.   | 1,7 pkt | Ulrich Wohlgenannt |

### Miejsca w poszczególnych konkursachFIS Cupu
stan po zakończeniu sezonu 2024/2025
| Źródło                                                                        | Źródło         | Źródło           | Źródło           | Źródło           | Źródło           | Źródło      | Źródło      | Źródło           | Źródło           | Źródło        | Źródło        | Źródło        | Źródło        | Źródło           | Źródło           | Źródło        | Źródło        | Źródło         | Źródło         | Źródło       | Źródło        | Źródło        | Źródło | Źródło | Źródło | Źródło | Źródło | Źródło | Źródło | Źródło | Źródło | Źródło | Źródło | Źródło | Źródło | Źródło | Źródło | Źródło | Źródło |
| ----------------------------------------------------------------------------- | -------------- | ---------------- | ---------------- | ---------------- | ---------------- | ----------- | ----------- | ---------------- | ---------------- | ------------- | ------------- | ------------- | ------------- | ---------------- | ---------------- | ------------- | ------------- | -------------- | -------------- | ------------ | ------------- | ------------- | ------ | ------ | ------ | ------ | ------ | ------ | ------ | ------ | ------ | ------ | ------ | ------ | ------ | ------ | ------ | ------ | ------ |
| Sezon 2021/2022                                                               |                |                  |                  |                  |                  |             |             |                  |                  |               |               |               |               |                  |                  |               |               |                |                |              |               |               |        |        |        |        |        |        |        |        |        |        |        |        |        |        |        |        |        |
| Otepää HS97                                                                   | Otepää HS97    | Kuopio HS100     | Kuopio HS127     | Einsiedeln HS117 | Einsiedeln HS117 | Ljubno HS94 | Ljubno HS94 | Villach HS98     | Villach HS98     | Lahti HS100   | Lahti HS100   | Falun HS100   | Falun HS100   | Kandersteg HS106 | Kandersteg HS106 | Notodden HS98 | Notodden HS98 | Zakopane HS105 | Villach HS98   | Villach HS98 | Oberhof HS100 | Oberhof HS100 | punkty |        |        |        |        |        |        |        |        |        |        |        |        |        |        |        |        |
| -                                                                             | -              | -                | -                | -                | -                | -           | -           | -                | -                | -             | -             | -             | -             | -                | -                | -             | -             | -              | -              | -            | 12            | 13            | 42     |        |        |        |        |        |        |        |        |        |        |        |        |        |        |        |        |
| Sezon 2022/2023                                                               |                |                  |                  |                  |                  |             |             |                  |                  |               |               |               |               |                  |                  |               |               |                |                |              |               |               |        |        |        |        |        |        |        |        |        |        |        |        |        |        |        |        |        |
| Frenštát HS106                                                                | Frenštát HS106 | Szczyrk HS104    | Szczyrk HS104    | Einsiedeln HS117 | Einsiedeln HS117 | Kranj HS109 | Kranj HS109 | Villach HS98     | Villach HS98     | Notodden HS98 | Notodden HS98 | Szczyrk HS104 | Szczyrk HS104 | Villach HS98     | Villach HS98     | Oberhof HS100 | Oberhof HS100 | Zakopane HS140 | Zakopane HS140 | punkty       | punkty        | punkty        | punkty | punkty | punkty | punkty | punkty | punkty | punkty | punkty | punkty | punkty | punkty | punkty | punkty | punkty | punkty | punkty |        |
| -                                                                             | -              | 23               | 32               | 29               | 36               | -           | -           | -                | -                | -             | -             | -             | -             | 18               | dq               | 22            | 37            | -              | -              | 32           | 32            | 32            | 32     | 32     | 32     | 32     | 32     | 32     | 32     | 32     | 32     | 32     | 32     | 32     | 32     | 32     | 32     | 32     |        |
| Sezon 2023/2024                                                               |                |                  |                  |                  |                  |             |             |                  |                  |               |               |               |               |                  |                  |               |               |                |                |              |               |               |        |        |        |        |        |        |        |        |        |        |        |        |        |        |        |        |        |
| Szczyrk HS104                                                                 | Szczyrk HS104  | Einsiedeln HS117 | Einsiedeln HS117 | Villach HS98     | Villach HS98     | Râșnov HS97 | Râșnov HS97 | Kandersteg HS106 | Kandersteg HS106 | Notodden HS98 | Notodden HS98 | Falun HS100   | Falun HS100   | Szczyrk HS104    | Szczyrk HS104    | Oberhof HS100 | Oberhof HS100 | Zakopane HS140 | Zakopane HS140 | punkty       | punkty        | punkty        | punkty | punkty | punkty | punkty | punkty | punkty | punkty | punkty | punkty | punkty | punkty | punkty | punkty | punkty | punkty | punkty |        |
| 11                                                                            | 3              | -                | -                | -                | -                | -           | -           | -                | -                | -             | -             | 2             | 3             | -                | -                | -             | -             | -              | -              | 224          | 224           | 224           | 224    | 224    | 224    | 224    | 224    | 224    | 224    | 224    | 224    | 224    | 224    | 224    | 224    | 224    | 224    | 224    |        |
| Legenda                                                                       |                |                  |                  |                  |                  |             |             |                  |                  |               |               |               |               |                  |                  |               |               |                |                |              |               |               |        |        |        |        |        |        |        |        |        |        |        |        |        |        |        |        |        |
| 1 2 3 4-10 11-30 poniżej 30 dq – dyskwalifikacja - − zawodnik nie wystartował |                |                  |                  |                  |                  |             |             |                  |                  |               |               |               |               |                  |                  |               |               |                |                |              |               |               |        |        |        |        |        |        |        |        |        |        |        |        |        |        |        |        |        |